# Santa Barbara (Califòrnia)
|  | Aquest article tracta sobre la ciutat de Califòrnia. Vegeu-ne altres significats a «Santa Bàrbara (desambiguació)». |

Santa Barbara és una ciutat al comtat de Santa Barbara, Califòrnia, Estats Units. Situat en una tendència est-oest la secció de costa, la secció més llarga a la costa oest dels Estats Units, la ciutat es troba entre l'escarpat-l'augment de Muntanyes de Santa Ynez i el mar. El clima de Santa Barbara, es descriu sovint com a clima mediterrani, la ciutat es refereix a vegades com la "Riviera Americana".
Segons el cens de 2000, la ciutat tenia 92.325 habitants, mentre que l'àrea metropolitana, que inclou les ciutats de Goleta i Carpinteria, juntament amb les regions no incorporades de l'Illa de Vista, Montecito, Mission Canyon, Hope Ranch, Summerland, i altres, tenia una població aproximada de 220.000 habitants.